# Louis Pans
Louis Pans (Vissenaken, 6 maart 1926 - Tienen, 19 september 2009) was een Belgisch volksvertegenwoordiger en burgemeester.

## Levensloop
Pans was ondernemer. Door zijn huwelijk met Lea Vandeput werd hij samen met haar actief in de Tiense elektrohandel Vandeput. Hij stichtte ook het reisbureau Olympia Car en Olympia Travel.
In zijn geboortedorp werd hij gemeenteraadslid en van 1965 tot 1970 burgemeester. Na de fusie in 1971 van Vissenaken met Kumtich werd hij burgemeester van Kumtich. In 1976 werd de gemeente opgenomen in een fusie met Tienen en Pans werd er schepen.
In 1978 werd hij voor de PVV verkozen tot lid van de Kamer van volksvertegenwoordigers voor het arrondissement Leuven. Hij vervulde dit mandaat tot in oktober 1985. In de periode januari 1979-oktober 1980 zetelde hij als gevolg van het toen bestaande dubbelmandaat ook in de Cultuurraad voor de Nederlandse Cultuurgemeenschap, die op 7 december 1971 werd geïnstalleerd. Vanaf 21 oktober 1980 tot oktober 1985 was hij lid van de Vlaamse Raad, de opvolger van de Cultuurraad en de voorloper van het huidige Vlaams Parlement. 